# Rybitwy (województwo mazowieckie)
Rybitwy – wieś sołecka w Polsce położona w województwie mazowieckim, w powiecie płońskim, w gminie Baboszewo. Leży przy drodze krajowej nr 7, nad rzeką Wkrą.
16 września 1863 r. miała tu miejsce potyczka Powstania Styczniowego
W latach 1975–1998 miejscowość położona była w ówczesnym województwie ciechanowskim.
23 czerwca 2000 miał tu miejsce wypadek samochodowy, w wyniku którego ciężkie obrażenia odniósł Bogdan Łyszkiewicz, lider zespołu Chłopcy z Placu Broni (zmarł tego samego dnia w szpitalu w Płońsku).